# Höhensonnenuhr

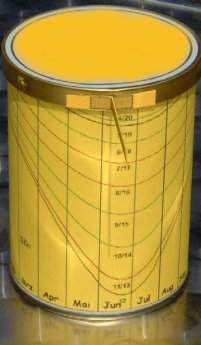
Zylindersonnenuhr für φ=52°

Bei einer Höhensonnenuhr wird der Höhenwinkel der Sonne gemessen. Auf Datumslinien des Zifferblattes – das Jahresdatum muss bekannt sein – kann anstatt des Höhenwinkels die Tageszeit abgelesen werden. Da die Sonne an einem Tag zweimal dieselbe Höhe hat, muss auch bekannt sein, ob Vor- oder Nachmittag ist.
Eine Höhensonnenuhr ist gegen die Sonne auszurichten, was sie als tragbare Sonnenuhr geeignet macht.

## Messprinzip
Bei einer Sonnenuhr wird normalerweise der Stundenwinkel τ der Sonne gemessen, der ein direktes Mass der Tageszeit ist. Häufig wird die zweite äquatoriale Koordinate (ortsfestes System), der Deklinationswinkel δ, zusätzlich direkt gemessen und als ungefähres Jahresdatum angezeigt.
Der Höhenwinkel h und das Azimut a sind die beiden Sonnen-Koordinaten im horizontalen Koordinatensystem. Sonnenuhren, die diese Koordinaten messen und damit auf die Tageszeit schließen lassen, sind Höhensonnenuhren oder azimutale Sonnenuhren.
Eine Umrechnungsgleichung zwischen den beiden Koordinatensystemen lautet:
{\displaystyle \sin h=\sin \delta \cdot \sin \varphi +\cos \tau \cdot \cos \delta \cdot \cos \varphi }
Die Umstellung
{\displaystyle \Leftrightarrow \cos \tau ={\frac {\sin h-\sin \delta \cdot \sin \varphi }{\cos \delta \cdot \cos \varphi }}}
zeigt den Stundenwinkel als Funktion des Höhenwinkels und des Deklinationswinkels δ. Diese wird demnach als Eingabegröße gebraucht, um den Stundenwinkel – d. h. die Tageszeit – über den Höhenwinkel zu bestimmen. Der Parameter δ erscheint auf den Zifferblättern der Höhensonnenuhren als eine Schar von Datumslinien.
Höhensonnenuhren hängen außerdem von der geographischen Breite φ ab. Sie sind für eine bestimmte Breite eingerichtet, als Reisesonnenuhren also nur beschränkt brauchbar.

## Arten von Höhensonnenuhren
Die Skala ist ein Netz sich schneidender Datums- (Deklinations-) und Stundenlinien, wobei es unendlich viele Möglichkeiten gibt. Das Zifferblatt nimmt in der Regel eine vertikale Lage ein mit dem Vorteil, dass es nicht für sehr lange horizontale Schatten am Morgen und am Abend eingerichtet werden muss.
Von den bekannten Ausführungen werden im Folgenden nur einige aufgeführt:

### Streiflicht-Sonnenuhr

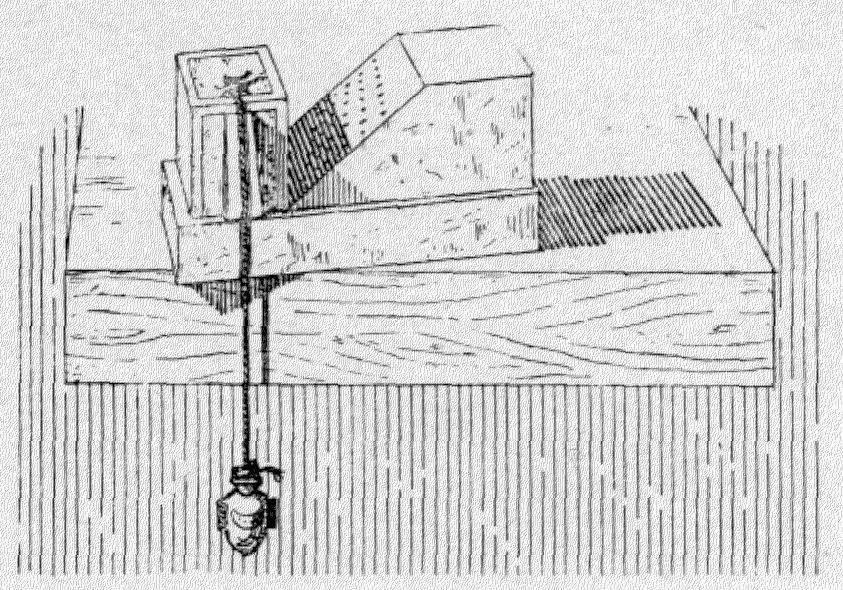
Streiflicht-Sonnenuhr

Die Streiflicht-Sonnenuhr (siehe nebenstehende Abbildung) aus dem Alten Ägypten ist die älteste bekannte Höhensonnenuhr. Das Zifferblatt ist geneigt, hat vertikale Deklinations- und schräge Stunden-Punktreihen. Die Sonnenhöhe wird vom Kantenschatten eines vor dem Zifferblatt befindlichen Klotzes angezeigt. Die Uhr ist so gegen die Sonne zu richten, dass die Seitenwände Streiflicht erhalten.

### Zylindersonnenuhr
Die Zylindersonnenuhr war im Spätmittelalter und am Anfang der Neuzeit weit verbreitet. Hirten verwendeten sie in verkleinerter Ausführung, die Hirtensonnenuhr genannt wurde. Die Zylindersonnenuhr wurde von Hermann von Reichenau (1013–1054) entwickelt.
Die Datumslinien sind achsparallele Geraden. Die Uhr wird senkrecht und mit dem horizontalen Schattenstab gegen die Sonne gehalten. Der Schattenstab wird durch Drehen über die gültige Datumslinie gestellt. Die Schnittpunkte der Datumslinien mit den Stundenlinien bilden eine Skala, von der die Vormittags- beziehungsweise die Nachmittagsstunde ablesbar ist. Anzeigepunkt ist das Ende des Stabschattens.
Die ganz oben stehende Abbildung zeigt eine Zylindersonnenuhr für die geographische Breite 52°. Das Zifferblatt veranschaulicht darüber hinaus, wie sich die Tageslänge im Verlauf eines Jahres verändert.

### Sonnenquadrant
Der Sonnenquadrant ist eine vertikal zu haltende Viertel-Scheibe. Darauf sind Viertel-Kreise als Datumslinien gezeichnet, die von S-förmigen Stundenlinien geschnitten werden.
Zum Ablesen wird der Schnittpunkt eines Lotes mit der gültigen Deklinationslinie verwendet. Das Lot ist im Mittelpunkt der Deklinationskreise befestigt. Der Quadrant ist auf die Höhe der Sonne eingestellt, wenn die Sonne eine der beiden radialen Kanten der Sonnenuhr streift, was mit einer Absehe (Schatten eines „Korns“ fällt auf eine „Kimme“) kontrolliert wird.
Der Sonnenquadrant wurde um das Jahr 1000 in Spanien erfunden.

### Bauernring

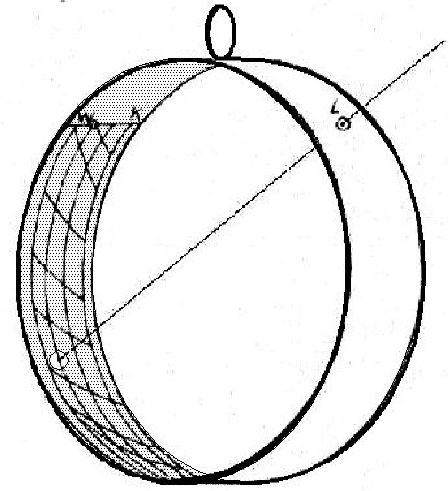
Bauernring

Beim Bauernring befindet sich das Zifferblatt auf der inneren Zylinderfläche. Zeiger ist das Bild der Sonne, das mittels in der Zylinderwand angebrachtem Loch entsteht. Meistens sind die Datumslinien Kreise um die Zylinderachse.
Der Bauernring wird in Standardausführung mit horizontaler Achse gehalten und so um die Vertikale gedreht, dass der Lichtfleck auf den gültigen Deklinationskreis fällt.

### Habermelsche Sonnenuhr
Die von Erasmus Habermel erfundene Höhensonnenuhr ist eine Scheibe mit vom Mittelpunkt ausgehenden, über dem Umfang gleichmäßig verteilten radialen Datumslinien. Sie werden von geschlossenen Stundenkurven geschnitten, die den Mittelpunkt umschließen.
Im Mittelpunkt befindet sich ein normal montierter Schattenstab. Die Scheibe ist so zu halten, dass der gültige Deklinationsstrahl senkrecht nach unten fällt. Sie ist so gegen die Sonne zu drehen, dass der Stabschatten den Deklinationsstrahl trifft. Sein Ende zeigt dort die Tageszeit an.

### Allgemeines Uhrentäfelchen
Auf den deutschen Astronomen Regiomontanus geht eine besonders bemerkenswerte Konstruktion zurück, die als „Allgemeines Uhrentäfelchen“ bekannt ist. Es handelt sich um einen Pendelquadrant, bei dem der Drehpunkt des Pendels auf einer Fläche verschiebbar angeordnet ist, sodass die Uhr sowohl auf das aktuelle Datum als auch auf die geografische Breite des Standorts eingerichtet werden kann. Die Pendellänge ist ebenfalls in Abhängigkeit von Datum und Standort einzustellen. Die Uhrzeit wird auf einer flächigen, mit geraden Stundenlinien versehenen Skala abgelesen, sie ergibt sich aus der Stundenlinie, auf die die Spitze des Pendels zeigt. Auch Sonnenauf- und -untergang können abgelesen werden.